# The London Gazette

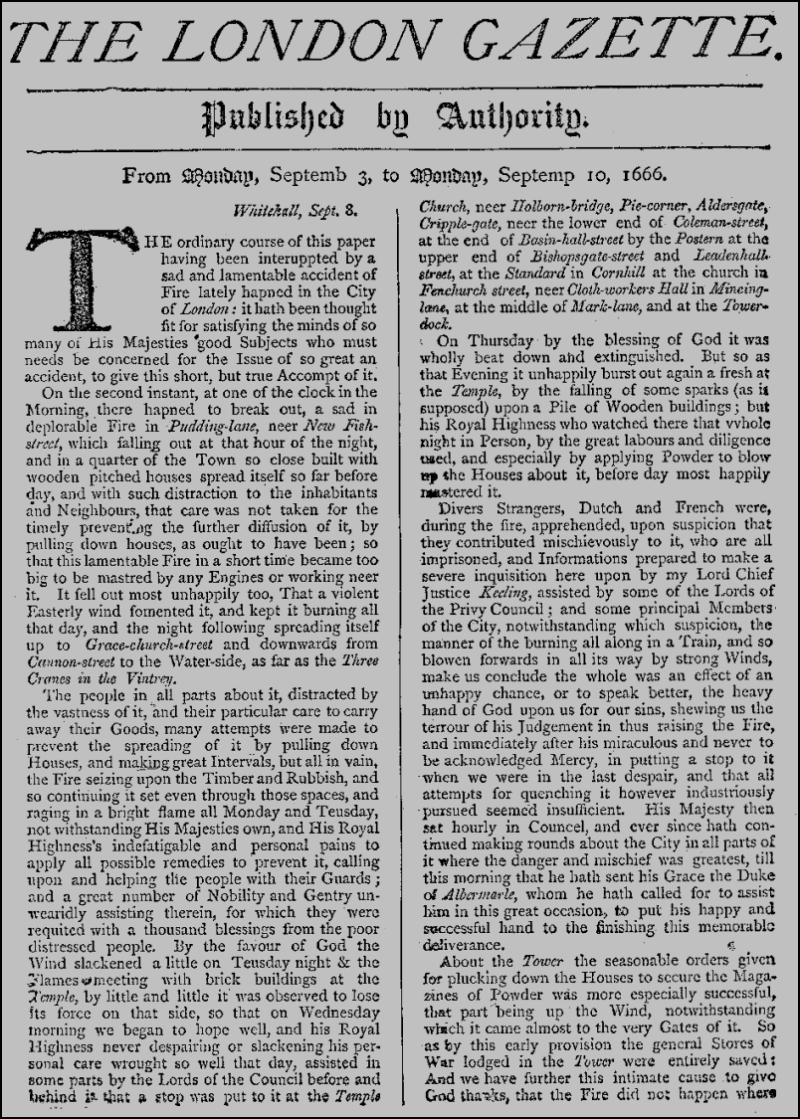
London Gazette vom 10. September 1666 mit dem Bericht über den Großen Brand von London

Die London Gazette ist eines von drei Gesetzblättern der britischen Regierung. Die erstmals am 7. November 1665 erschienene London Gazette gilt als älteste noch existierende Zeitung Englands und als älteste ohne Unterbrechung erscheinende Zeitung Großbritanniens.
Weitere Gesetzesblätter in Großbritannien sind die Edinburgh Gazette und die Belfast Gazette, die neben Meldungen von nationaler Bedeutung auch Bekanntmachungen enthalten, die spezifisch für Schottland bzw. Nordirland gelten. Die London Gazette wiederum enthält Bekanntmachungen, die für England Gültigkeit haben.

## Inhalt
Die London Gazette erscheint an jedem Werktag, mit Ausnahme der Bankfeiertage (bank holidays). Unter anderem werden folgende Meldungen veröffentlicht:
- Inkrafttreten von Gesetzesvorlagen des britischen Parlaments oder des schottischen Parlaments
- Bekanntgabe von Neuwahlen, wenn im House of Commons eine Vakanz zu verzeichnen ist
- Ernennungen bei bestimmten öffentlichen Ämtern
- Ernennungen und Beförderungen von Offizieren der Streitkräfte
- Konkurse von Unternehmen und Privatpersonen
- Verleihung von Ehrenauszeichnungen und militärischen Orden
- Namensänderungen und Änderungen an Wappen
- Königliche Proklamationen und andere Deklarationen

Herausgegeben wird die London Gazette von Stationery Office. In der Online-Version ist das gesamte Archiv der Jahre 1752 bis 1998 in digitalisierter Form abrufbar.

## Geschichte
Erstmals herausgegeben wurde die Zeitung am 7. November 1665, damals noch unter der Bezeichnung Oxford Gazette. König Karl II. und sein Hofstaat waren nach Oxford gezogen, um der Großen Pest von London zu entfliehen. Aus Furcht vor Ansteckung weigerten sich die Höflinge, Zeitungen aus London anzufassen oder gar zu lesen. Henry Muddiman war der erste Herausgeber, das Erscheinen der ersten Ausgabe wird im Tagebuch von Samuel Pepys erwähnt. Als der König nach Abflauen der Epidemie nach London zurückkehrte, verlegte auch die Gazette ihren Sitz. Die erste Ausgabe mit dem neuen Namen (Nr. 24) erschien am 5. Februar 1666. Die Gazette war keine Zeitung im modernen Sinne; sie wurde in Form eines Manuskripts per Post an Abonnenten verschickt und gelangte nicht in den Verkauf. 1889 übernahm das Stationery Office die Publikation der Gazette.

## Bedeutung
Unter anderem bezieht der Titel eines „Post Captain“, dem ehemaligen Äquivalent eines Kapitäns zur See seit der zweiten Hälfte des 18. Jahrhunderts, seine Bedeutung teilweise aus der London Gazette. Wurde ein Commander der Royal Navy befördert, so wurde dies in der London Gazette veröffentlicht (posted).